# متحف جامعة أكسفورد للتاريخ الطبيعي
متحف جامعة أكسفورد للتاريخ الطبيعي هو متحف يعرض العديد من نماذج التاريخ الطبيعي لجامعة أكسفورد،يقع في شارع باركس في أكسفورد بإنجلترا. أُنشأ متحف أكسفورد للتاريخ الطبيعي من أجل تثقيف الجمهور وتعريفهم بالعالم الطبيعي وتاريخ الحياة. يحتوي المتحف على العديد من المقتنيات الخاصة بتاريخ الحياة النباتية والحيوانية بمدينة أكسفورد، والعديد من الحفريات التاريخية والحيوانات المحنطة. يحتوي المعرض على مجسمات للعديد من الكائنات ذات أبعاد حقيقية. يوجد العديد من العروض الفلكلورية الجميلة بالزي التقليدي الانجليزي التي يمكن التمتع بها. المتحف يوفر أنشطة عديدة للأطفال من أجل تحقيق الأستفادة والترفيه للأطفال.